# The Rich Slave
The Rich Slave er en amerikansk stumfilm fra 1921 af Romaine Fielding.

## Medvirkende
- Mabel Taliaferro som Gladys Claypool
- June Day som Claire Gage
- Romaine Fielding som Whitney Gage
- Joseph W. Smiley som Harrison Frayne
- Arthur Elton som Sneed
- Martha Forrest